# Латинська імперія

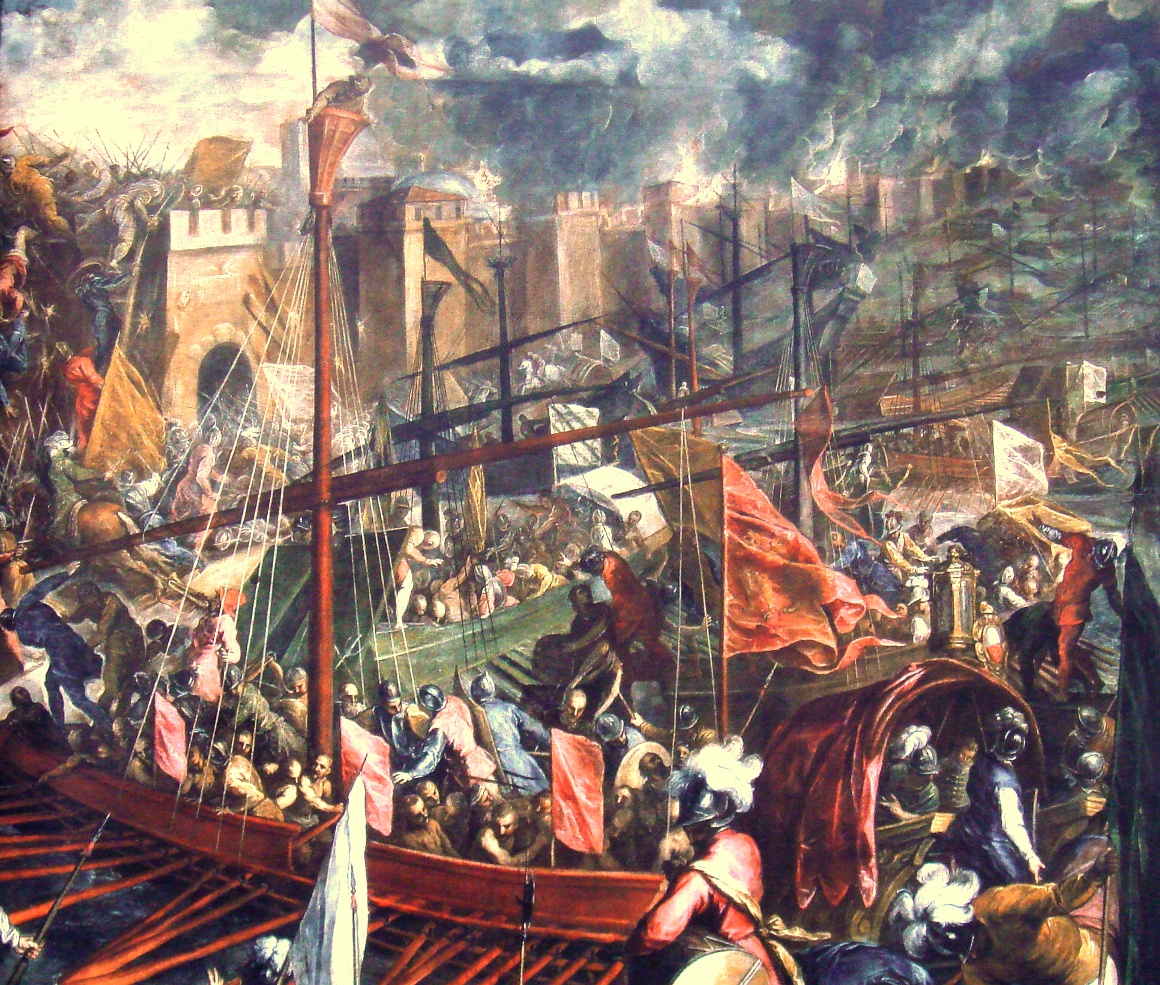
Захоплення Константинополя під час Четвертого хрестового походу 1204 року

Лати́нська імпе́рія (фр. Empire latin de Constantinople, грец. Λατινική Αυτοκρατορία της Κωνσταντινούπολης; Ρωμανία, лат. Imperium Romaniae; 1204–1261) — середньовічна імперія, що була утворена після четвертого хрестового походу. Латинською мовою імперія називалася Romania. Столицею Латинської імперії був Константинополь.

## Утворення імперії
Четвертий хрестовий похід, який задумувався як експедиція проти мусульман, переріс у захоплення столиці Візантії Константинополя. 13 квітня 1204 року хрестоносці увійшли у стародавнє місто і жорстоко його розграбували. Імперія була розгромлена, а завойовники поділили між собою її території. За привід використали прохання царевича Олексія, сина скинутого у 1195 році візантійського імператора Ісаака II Ангела до німецького імператора. Син імператора обіцяв, що у разі успіху православна церква буде передана у підпорядкування «апостольського престолу». Оточивши Константинополь влітку 1203 року, хрестоносці домоглися відновлення на престолі Ісаака II, але він не зміг виплатити їм обіцяної суми. Тому вояки пограбували Константинополь. За договором, підписаним ще у березні між венеційським дожем Енріко Дандоло, графом Боніфацієм Монфератським та іншими очільниками хрестоносців, на території поваленої Візантійської імперії повинна була утворитися феодальна держава, на чолі якої постане вибраний імператор. Ця імперія повинна була займати одну четверту імперії, а решта мала бути поділена між хрестоносцями та венеційцями. Імператором обрали одного з вождів хрестоносців, графа Фландрії і Ено Балдуїна I. Втім, хрестоносцям не вдалося підпорядкувати собі всю державу. Візантійська імперія розпалася на численні дрібні держави, такі як Нікейська імперія, Трапезундська імперія, Епірський деспотат та інші. Романія отримала Константинополь, частину Фракії, острови Самотракі, Лесбос, Хіос, Самос і Кос. Населення зберегло свої закони і звичаї, самоврядування і свободу релігії, але за структурою держава перетворилася у феодальну за зразком інших країн Західної Європи.
Із самого початку свого існування Латинська імперія не могла налагодити стабільне співіснування двох ворожих народів — греків та європейців. Часткова стабілізація відбулася за імператора Генріха І (1205—1216), але вона була недовгою. Останній імператор Романії Балдуїн II де Куртене був змушений їздити до європейських монархів, випрошуючи підтримку та грошей у борг. Це все призвело до розпаду держави.

## Захоплення Констанинополя візантійцями
Венеційці часто відвідували Константинополь зі своїми торговими флотами, але війська із Заходу вже не з'являлися для підтримки Романії. Ватацес та його наступники дедалі ближче підступали до столиці і перекинули свої війська уже в Європу: з вирішальним кроком затягували лише з остраху перед монголами. Балдуїн змушений був закласти венеційським купцям власного сина, щоби отримати грошей; лише 1259 року його викупив французький король.
У 1260 році Констанинополь тримався лише з незначною допомогою венеційців, які на той час перебували у стані війни з Генуєю. У тому ж році нікейський дім поборов епірський та його франкських союзників і вступив у союз із генуезцями. 25 липня 1261 року, під час відсутності венеційського загону, Констанинополь потрапив у руки греків; 15 серпня імператор Михаїл VIII Палеолог помпезно вступив у стародавню столицю. Балдуїн із латинським патріархом Джуліані втік у Францію, де, сподіваючись знайти союзників, почав роздаровувати провінції втраченої імперії. Неаполітанський король Карл I Анжуйський отримав від нього Ахайю, Епір та інші області. У 1273 році Балдуїн II помер, а титул імператора залишався у родині Куртене та їхнії нащадків до кінця XIV століття.

## Спадкоємці імперії
В Ахейському князівстві після Віллардуенів князями ставали представники Анжуйського дому, потім Аччаюоллі; з 1383 по 1396 тут панувала анархія, потім влада перейшла до морейського деспота Феодора I Палеолога (1383—1407).
Герцоги Афінські, з 1312 з дому Анжу, потім з дому Аччаюоллі, проіснували до 1460, коли Афіни були взяті турками.
В Епірі франки, які утвердилися в Дураццо, змушені були поступитися албанцям і сербам.
У Кефалонії і Занті з 1357 по 1479 правили пфальцграфи.
Деспоти ромеїв (з 1418) герцоги Левкадські, в 1479 році були підкорені турками. У другій половині XVI століття зникли останні залишки латинської «Нової Франції».

## Список імператорів Латинської імперії
| Ім'я                  | Роки правління |
| --------------------- | -------------- |
| Балдуїн I Фландрський | 1204–1205      |
| Генріх I Фландрський  | 1206–1216      |
| П'єр II де Куртене    | 1216–1217      |
| Іоланда де Ено        | 1217–1219      |
| Роберт де Куртене     | 1219–1228      |
| Балдуїн II де Куртене | 1228–1264      |

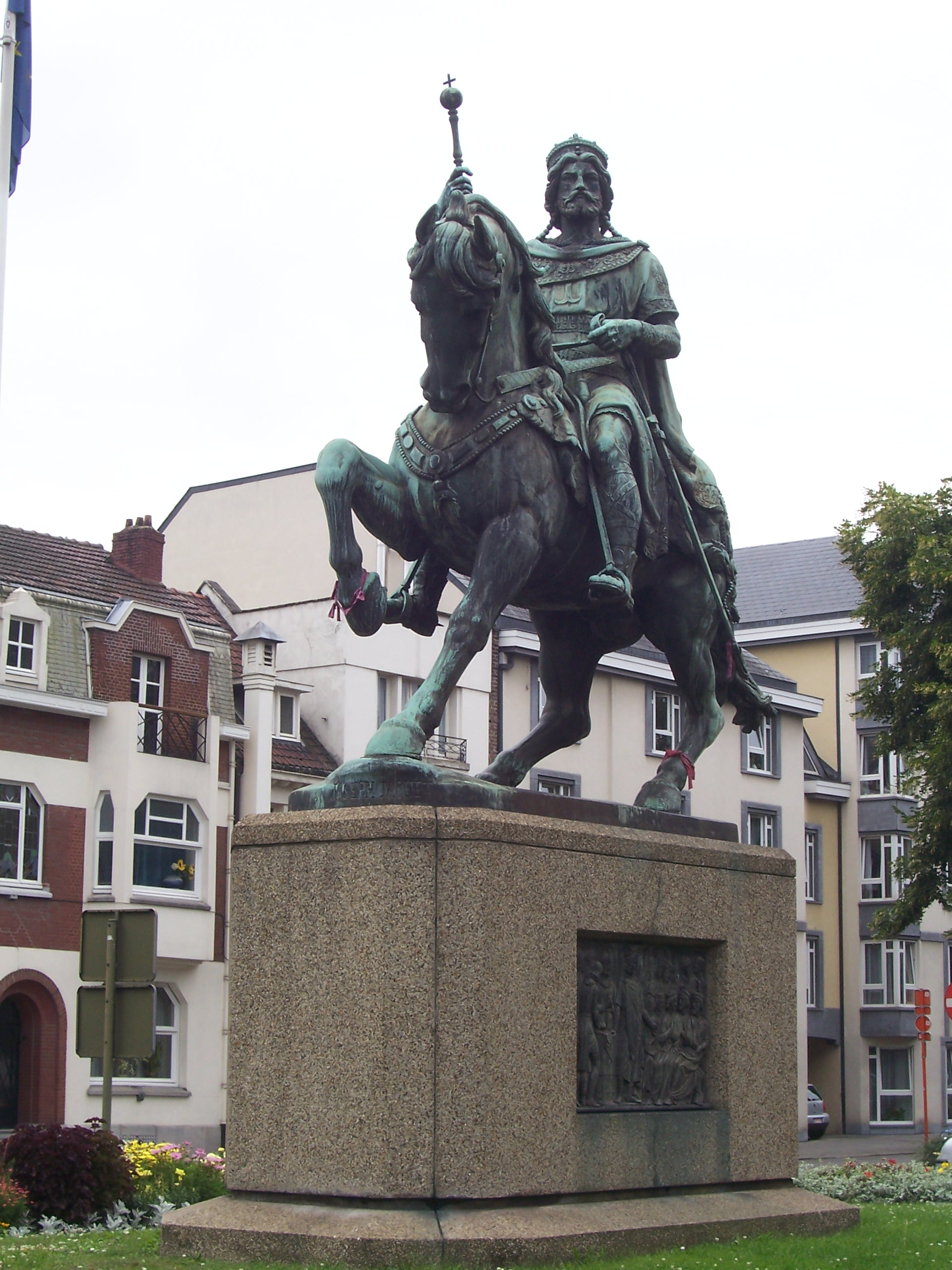
Пам'ятник Балдуїну I у Монсі (Бельгія).

Після захоплення Константинополя титул імператора Латинської імперії залишався у родини де Куртене до 1383 року, але був номінальним.